# Szergej Ignatov
Szergej Szimeonov Ignatov (Сергей Симеонов Игнатов, Vidin, 1960. augusztus 6. –) bolgár egyiptológus, politikus, Bulgária oktatás-, ifjúság- és tudományügyi miniszterhelyettese 2009 augusztusától november 19-ig, majd minisztere 2009. november 19-től 2013. január 28-ig.

## Élete
Vidinben született 1960. augusztus 6-án. A Leningrádi Állami Egyetemen végzett egyiptológia szakon 1985-ben, később az oxfordi All Souls College-be járt. Adjunktusként, majd docensként adott elő a Szófiai Ohridi Szent Kelemen Egyetemen (1985–1996) és az Új Bolgár Egyetemen (1994–2009), utóbbin az alapképzés dékánja volt 1998-tól 2002-ig, majd egyetemi kancellár 2002-től 2009-ig.

## Fordítás
- Ez a szócikk részben vagy egészben  a   Sergei Ignatov című angol Wikipédia-szócikk ezen változatának fordításán alapul.  Az eredeti cikk szerkesztőit annak laptörténete sorolja fel. Ez a jelzés csupán a megfogalmazás eredetét és a szerzői jogokat jelzi, nem szolgál a cikkben szereplő információk forrásmegjelöléseként.